# Belize tại Thế vận hội
Belize tham dự Thế vận hội lần đầu tiên năm 1968, và đã liên tục gửi các vận động viên (VĐV) tới các kỳ Thế vận hội Mùa hè kể từ đó, trừ lần nước này tẩy chay Thế vận hội Mùa hè 1980. Belize chưa từng tham gia Thế vận hội Mùa đông. Khoảng thời gian 1968 - 1972, quốc gia này được biết đến với tên Honduras thuộc Anh.
Tới nay, chưa VĐV Belize nào giành được huy chương Thế vận hội.
Ủy ban Olympic quốc gia của Belize được thành lập năm 1967 và được Ủy ban Olympic Quốc tế công nhận vào cùng năm.

## Bảng huy chương

### Huy chương tại các kỳ Thế vận hội Mùa hè
| Thế vận hội           | Số VĐV        | Vàng          | Bạc           | Đồng          | Tổng số       | Xếp thứ       |
| 1896–1964             | không tham dự | không tham dự | không tham dự | không tham dự | không tham dự | không tham dự |
| Thành phố México 1968 | 7             | 0             | 0             | 0             | 0             | –             |
| München 1972          | 1             | 0             | 0             | 0             | 0             | –             |
| Montréal 1976         | 4             | 0             | 0             | 0             | 0             | –             |
| Moskva 1980           | không tham dự | không tham dự | không tham dự | không tham dự | không tham dự | không tham dự |
| Los Angeles 1984      | 11            | 0             | 0             | 0             | 0             | –             |
| Seoul 1988            | 10            | 0             | 0             | 0             | 0             | –             |
| Barcelona 1992        | 10            | 0             | 0             | 0             | 0             | –             |
| Atlanta 1996          | 5             | 0             | 0             | 0             | 0             | –             |
| Sydney 2000           | 2             | 0             | 0             | 0             | 0             | –             |
| Athens 2004           | 2             | 0             | 0             | 0             | 0             | –             |
| Bắc Kinh 2008         | 4             | 0             | 0             | 0             | 0             | –             |
| Luân Đôn 2012         | 3             | 0             | 0             | 0             | 0             | –             |
| Rio de Janeiro 2016   | 3             | 0             | 0             | 0             | 0             | –             |
| Tokyo 2020            | chưa diễn ra  |               |               |               |               |               |
| Tổng số               | Tổng số       | 0             | 0             | 0             | 0             | –             |